# Вайшешика
Вайшешика - одна із шести ортодоксальних шкіл (астіка) класичної індійської філософії, історично тісно зв'язана із індійською логічною школою ньяя.
Вайшешика проголошує своєрідну форму атомізму, постулюючи, що всі тіла фізичного Всесвіту зводяться до скінченного числа атомів. 
З часом вайшешика злилася зі школою ньяя, а після 15 ст. поступово занепала.
Вайшешика визнає дев'ять субстанцій - землю, воду, світло, повітря, ефір, час, простір, душу і розум.
Засновником школи вважається Канада, який жив у III ст. до н. е. «Канада» – («пожирач зерен») – це прізвисько родоначальника даного філософського спрямування. Він вів аскетичний спосіб життя і харчувався зернами кукурудзи. Відомо його справжнє ім’я – Улук. Назва «вайшешика» походить від санскритського слова «Вишеш», що в перекладі означає: «особливість», «відмінність», «одиничне», «частина», «першосубстанціями».
Вайшешика і близька до неї школа ньяя ставлять перед людиною мету – звільнення індивідуального я. Представники цих шкіл вважають, що корінною причиною болю і страждання є незнання. Звільнення – абсолютне припинення страждань – може бути досягнуто через правильне пізнання реальності. Існує два джерела пізнання: сприйняття і логічний висновок.
В системі вайшешика вживається поняття падартха, близьке за значенням до терміна «категорія» в давньогрецькій філософії. Падартха розуміється як об’єкт, позначений словом. У сім падартха включаються всі явища, в тому числі і неіснуючі: Драва (Субстанція), гуна (якість), карма (дія), саманом (спільність), вішена (особливість), Самава (відношення прісущності), абхава (небуття).
Світ складається з атомів, несотворімість і незнищенність. Атоми володіють різними якостями, які визначають специфіку речей, з’єднання їх в різних поєднаннях дає різноманіття явищ світу.
Канада стверджує існування душі. Крім індивідуальної, є єдина верховна душа, обидві душі незнищенні. Душа – субстанція свідомості. Душі зберігаються і під час всесвітньої катастрофи. Після нещасть і страждань, багато разів випробуваних душами в світі, божество передбачає звільнення всіх істот від страждань на деякий час – після руйнування світу. Але потім цикл повторюється, і душі знову зазнають страждання в новоствореному світі.
На закінчення відзначимо, що філософські ідеї стародавності продовжують надавати свій вплив на культуру Індії і в наш час. До них і сьогодні звертаються вчені, письменники, митці, громадські діячі.